# El Dorado (Super amigos)
El Dorado es un personaje ficticio que apareció en varios capítulos de la serie animada "Los Super Amigos" de Hanna-Barbera. Su doblaje al español fue realizada por Fernando Escandon.

## Historia
El Dorado fue creado solamente para la serie animada Super Amigos y nunca apareció en ningún cómic de DC. Su primera aparición fue como personaje secundario en el programa La Nueva Hora de los Super Amigos en 1977 y más tarde en Super Amigos: El Legendario Programa de los Super Poderosos como miembro de tiempo completo. Originario de México, El Dorado fue una adición al equipo en un intento por que hubiera más diversidad. Como otros personajes con características étnicas durante este período. En el idioma original, El Dorado habla un mal idioma inglés con acento hispano, sustituyendo esporádicamente palabras o frases en español, como "rápido" y reemplazando todo el tiempo "yes" con "sí".

## Poderes y habilidades
Nunca se reveló el verdadero origen del gran número de poderes de El Dorado, los cuales incluían leer la mente, crear ilusiones, teletransportación (usando su capa), cambiar de forma y la habilidad de lanzar rayos láser con sus ojos. se asume que la fuente de sus poderes proviene de los objetos míticos que viste, que pudieran provenir de la mítica ciudad de la que toma su nombre. Por esta cantidad de poderes, es muy similar al Detective Marciano de los cómics. Altamente familiarizado con la historia de México, se le utilizaba como guía de los Super Amigos en cualquier lugar de Sudamérica.

## Juguetes
El Dorado fue programado como uno de los pocos héroes originales de Hanna-Barbera (junto con Volcán Negro y los Gemelos Fantásticos) en tener una figura de acción después de Samurái. Sin embargo, la línea Super Powers Collection fue cancelada antes de que se hicieran.